# 早潮号驱逐舰
早潮号驱逐舰（日语：早潮）是阳炎型驱逐舰5号舰，服役于大日本帝国海军。该舰的建造是日本海军丸三计划的一部分。

## 建造
早潮号驱逐舰由浦賀船渠承建，1938年6月30日龙骨铺设完毕，1939年4月19日下水，1940年8月31日竣工。

## 战史
珍珠港事件发生时，早潮号被划归第15驱逐舰队，隶属第2舰队第2水雷战队。随后，早潮号从帕劳出发，为参加菲律宾战役的龍驤號航空母艦护航。
1942年年初，早潮号参加了对荷属东印度的入侵，并为进攻舰队护航。3月底，她和加贺号航空母舰从苏拉威西岛返回佐世保镇守府。
4月底，为了协助5月初日军占领卡格扬群岛的行动，早潮号再次从吴市出发。随后，她在5月17日随受损翔鹤号航空母舰从马尼拉返回吴市。6月初，早潮号离开塞班岛，前去为参加中途岛战役的运兵舰队护航、
日本海军原本想让早潮号在6月中旬为参加印度洋空袭的巡洋舰队护航，不过，当早潮号抵达缅甸丹老时，这个计划已经被取消了。她又接到了同熊野号重巡洋舰和铃谷号重巡洋舰前往巴厘巴板和所罗门群岛的命令。在8月24日的东所罗门海战中，她隶属近藤信竹将军旗下舰队，不过，她没有参战。9月，早潮号在特鲁克岛和关岛之间进行巡逻。10月起，早潮号开始执行东京快车任务，向瓜达尔卡纳尔岛快速输送兵员。这些任务一直执行到1943年2月上旬为止。在聖克魯斯群島戰役中，10月26日，早潮号被分配到了隼鹰号航空母舰的运输舰队，并在战斗结束后和摩耶号重巡洋舰及铃谷号重巡洋舰返回肖特兰岛。早潮号也参与了瓜達爾卡納爾海戰，11月13日到15日期间，早潮号是运兵船护卫舰队的旗舰，战斗结束后，早潮号和摩耶号及天龙号返回了卡維恩。
1942年的11月24日当早潮号正在执行向莱城运兵的任务时，美国陆军航空军的轰炸机对她进行了轰炸并使其起火。在弹药库爆炸后，船员们放弃了救火，金田船长宣布弃舰。在救出生还者后，白露号驱逐舰用鱼雷击沉了她。沉没地点位于休恩灣。1942年12月24日，日本海军将她除籍。

## 扩展阅读
- 大日本帝国海军舰艇列表